# غارب مدوی (روستا)
 غارب مدوی به عربی ( غارب الَمدوی )، روستایی است در دهستان مُسْتبا از توابع استان حَجّه در کشور یمن در شبه جزیره عربستان.

## جمعیت
جمعیت آن ( ۸۲) نفر (۹ خانوار) می‌باشد.